# Cymatoderma pallens
Cymatoderma pallens är en svampart som beskrevs av Berthet & Boidin 1966. Cymatoderma pallens ingår i släktet Cymatoderma och familjen Meruliaceae.   Inga underarter finns listade i Catalogue of Life.